# Qi Guangpu
Qi Guangpu (født 20. oktober 1990) er en kinesisk freestyle-skiløber, der konkurrerer i aerials. Han repræsenterede sit land under de olympiske vinterlege 2014 i Sochi, hvor han blev nummer 4.
Under vinter-OL 2022 i Beijing tog han guld og sølv.